# シイタケ菌糸体抽出物
シイタケ菌糸体抽出物（シイタケきんしたいちゅうしゅつぶつ、extract of Lentinura edodes mycelium; LEM.）とは、シイタケ（Lentinura edodes）の菌糸体を培養して抽出される粉末である。

## 研究報告
- シイタケの子実体由来のレンチナンと同様に癌に良いと言われるが、化学療法のような作用ではなく、免疫調節による作用と考えられている[1]。
- 人体に対する機能性としては癌患者における免疫力を改善する作用[2][3]が報告されているほか、癌患者におけるQOLが改善した[4]と言う報告がある。また、制御性T細胞（Treg,regulatory T cell）による癌免疫抑制を解除する作用も報告[5]されている。その他に肝臓保護作用[6]、抗ウイルス作用[7]が報告されている。